# Cura Carpignano
Cura Carpignano ist eine norditalienische Gemeinde (comune) mit 5038 Einwohnern (Stand 31. Dezember 2023) in der Provinz Pavia in der Lombardei. Die Gemeinde liegt etwa 8,5 Kilometer ostnordöstlich von Pavia an der Olona.

## Geschichte
Seit dem 12. Jahrhundert ist der Ort als Carpignano bekannt.

## Verkehr
Durch den Ort führt die frühere Strada Statale 235 di Orzinuovi (heute eine Provinzstraße) von Pavia kommend Richtung Lodi.